# Stade Gabèsien (Basketball)
Das Basketballteam des tunesischen Sportvereins Stade Gabèsien mit Sitz in Gabès, einer Stadt im Süden Tunesiens, nimmt am Spielbetrieb der zweithöchsten Basketballliga des Landes teil.

## Vereinsstruktur
Der ursprüngliche Verein TACAPES Jahrzehnte ein eigenständiger Basketballclub in Gabès. Der Name bezieht sich auf den antiken Namen der Region, Tacapes. 
Im Laufe der 2010er-Jahre geriet TACAPES in wirtschaftliche Schwierigkeiten. Die angespannte finanzielle Lage führte letztlich dazu, dass der Club nicht mehr als eigenständiger Verein fortgeführt werden konnte.
In der Saison 2015/2016 wurde TACAPES als Basketballsektion in den Omnisportverein Stade Gabèsien eingegliedert. Die Eingliederung ermöglichte eine strukturelle und organisatorische Stabilisierung der Basketballaktivitäten in Gabès. Seit dem Jahr 2020 existiert TACAPES wieder als eigenständige Basketballakademie zur Förderung junger Talente.

## Erfolge
- Championnat de Tunisie D2
  - Meister: 2016, 2019
- Arabischer Champions Pokal
  - Bronzemedaille: 2013